# Mitchell Krueger
Mitchell Krueger (Fort Worth, 12 januari 1994) is een Amerikaanse tennisspeler. Hij heeft nog geen ATP-toernooien in het enkelspel of dubbelspel.

## Palmares

### Palmares enkelspel
| Gewonnen challengers |                  |        |               |                    |                  |
| 1.                   | 10 februari 2019 | Dallas | Hardcourt (i) | Mackenzie McDonals | 4-6, 7-6(3), 6-1 |

### Palmares dubbelspel
| Nr.                  | Datum            | Toernooi        | Ondergrond    | Partner       | Tegenstanders in finale          | Score          |
| -------------------- | ---------------- | --------------- | ------------- | ------------- | -------------------------------- | -------------- |
| Gewonnen challengers |                  |                 |               |               |                                  |                |
| 1.                   | 15 februari 2015 | Launceston      | Hardcourt     | Radu Albot    | Adam Hubble Rubin Statham        | 3-6, 7-5, 11-9 |
| 2.                   | 17 juli 2016     | Winnipeg        | Hardcourt     | Daniel Nguyen | Jarryd Chaplin Benjamin Mitchell | 6-2, 7-5       |
| 3.                   | 3 november 2019  | Charlottesville | Hardcourt (i) | Blaz Rola     | Seku Bangoura Blaz Kavcic        | 6-4, 6-1       |

## Resultaten grote toernooien
| Legenda | Legenda                          |
| ------- | -------------------------------- |
| g.t.    | geen toernooi gehouden           |
| l.c.    | lagere categorie                 |
| –       | niet deelgenomen                 |
| G       | uitgeschakeld in de groepsfase   |
| 1R      | uitgeschakeld in de eerste ronde |
| 2R      | uitgeschakeld in de tweede ronde |
| 3R      | uitgeschakeld in de derde ronde  |
| 4R      | uitgeschakeld in de vierde ronde |
| KF      | uitgeschakeld in de kwartfinale  |
| HF      | uitgeschakeld in de halve finale |
| F       | de finale verloren               |
| W       | het toernooi gewonnen            |
| w-v     | winst/verlies-balans             |

### Enkelspel
| grandslamtoernooien  |     |     |     |    |
| Australian Open      | –   | –   | 1R  | –  |
| Roland Garros        | –   | –   | –   |    |
| Wimbledon            | –   | –   | –   | NG |
| US Open              | *   | 1R  | –   | 2R |
| ATP Masters 1000     |     |     |     |    |
| Indian Wells         | –   | 2R  | –   | NG |
| Miami                | –   | –   | –   | NG |
| Monte Carlo          | –   | –   | –   | NG |
| Madrid               | –   | –   | –   | NG |
| Rome                 | –   | –   | –   |    |
| Montreal/Toronto     | –   | –   | –   | NG |
| Cincinnati           | 2R  | –   | –   | –  |
| Shanghai             | –   | –   | –   | NG |
| Parijs               | –   | –   | –   |    |
| statistieken         |     |     |     |    |
| totaal aantal titels | 0   | 0   | 0   | 0  |
| eindejaarsranking    | 191 | 228 | 167 |    |

### Dubbelspel
| grandslamtoernooien  |     |
| Australian Open      | –   |
| Roland Garros        | –   |
| Wimbledon            | –   |
| US Open              | 1R  |
| statistieken         |     |
| totaal aantal titels | 0   |
| eindejaarsranking    | 351 |